# Machan Varghese
Machan Varghese  (Elamakkara, Índia, 1960 - Calecute, 3 de fevereiro de 2011) foi um ator de cinema e mímico indiano.
Iniciou sua carreira artística como mímico e estreou como ator no filme Kabooliwala, de 1993.

## Filmografia selecionada
- 1993: Kabooliwala
- 1995: Mannar Mathai Speaking
- 1996: Hitler
- 1998: Punjabi House ... Panthalukaran
- 2000: Thenkasipattanam ... the drunken cowherd
- 2002: Meesha Madhavan ... Lineman Lonappan
- 2003: Pattalam ... Pushkaran
- 2003: Thilakkam ... Kunjavara
- 2003: C.I.D. Moosa ... Sebastian